# Pallacanestro ai XVI Giochi asiatici
La pallacanestro ai Giochi asiatici 2010 si è svolta dal 13 al 26 novembre presso gli impianti Guangti Gymnasium, Huangpu Gymnasium, International Sports Arena e Ying Tung Gymnasium di Canton, in Cina. Nella disciplina della pallacanestro sono stati effettuati due tornei, quello maschile e quello femminile, che hanno visto coinvolti 273 cestisti da 18 nazioni.

## Medagliere
| Posiz. | Nazione       | Oro | Argento | Bronzo | Totale |
| ------ | ------------- | --- | ------- | ------ | ------ |
| 1      | Cina          | 2   | 0       | 0      | 2      |
| 2      | Corea del Sud | 0   | 2       | 0      | 2      |
| 3      | Iran          | 0   | 0       | 1      | 1      |
| 3      | Giappone      | 0   | 0       | 1      | 1      |
| Totale | Totale        | 2   | 2       | 2      | 6      |

## Classifiche finali

### Maschile
| Pos.    | Squadra        | Formazione |
| ------- | -------------- | --- |
| Oro     | Cina           | Cina4 Ding, 5 Liu, 6 Zhang Q., 7 Wang S., 8 Zhu, 9 Sun, 10 Zhang Z., 11 Zhang B., 12 Tang, 13 Li, 14 Wang Z., 15 Zhou, All. -                                         |
| Argento | Corea del Sud  | Corea del Sud4 Park, 5 Lee J., 6 Yang D., 7 Kim J., 8 Ha, 9 Lee G., 10 Jo, 11 Yang H., 12 Ham, 13 Kim S., 14 Lee S., 15 O, All. Yu Jae-hak                            |
| Bronzo  | Iran           | Iran4 Amini, 5 Davoudi, 6 Davari, 7 Kamrani, 8 Davarpanah, 9 Sahakian, 10 Afagh, 11 Sohrabnejad, 12 Jamshidi, 13 Kardoust, 14 Bahrami, 15 Doraghi, All. -             |
| 4.      | Giappone       | Giappone4 Okada, 5 Yamada, 6 Sakurai, 7 Ishizaki, 8 Hirose, 9 Kinoshita, 10 K. Takeuchi, 11 Amino, 12 Takeda, 13 Tabuse, 14 Itō, 15 J. Takeuchi, All. Thomas Wisman   |
| 5.      | Qatar          | Qatar4 Ngombo, 5 Matalkeh, 6 Ali, 7 Mousa, 8 Suliman, 9 Fakhirah, 10 Y. Ismail, 11 Mohammed, 12 Ndour, 13 Abdullah, 14 Zaidan, 15 H. Ismail, All. -                   |
| 6.      | Filippine      | Filippine4 Barroca, 5 Tiu, 6 Casio, 7 Mercado, 8 Aguilar, 9 Slaughter, 10 Baracael, 11 Taulava, 12 Ballesteros, 13 Williams, 14 Lassiter, 15 Lutz, All. Rajko Toroman |
| 7.      | Giordania      | Template:Giordania di pallacanestro ai giochi asiatici 2010 |
| 8.      | Corea del Nord | Template:Corea del Nord di pallacanestro ai giochi asiatici 2010 |
| 9.      | Taiwan         | Template:Taipei Cinese maschile pallacanestro Giochi asiatici 2010 |
| 9.      | Mongolia       | Template:Mongolia di pallacanestro ai giochi asiatici 2010 |
| 11.     | India          | Template:India di pallacanestro ai giochi asiatici 2010 |
| 11.     | Uzbekistan     | Template:Uzbekistan di pallacanestro ai giochi asiatici 2010 |
| 13.     | Afghanistan    | Template:Afghanistan di pallacanestro ai giochi asiatici 2010 |
| 13.     | Kuwait         | Template:Kuwait di pallacanestro ai giochi asiatici 2010 |
| 13.     | Hong Kong      | Template:Hong Kong di pallacanestro ai giochi asiatici 2010 |
| 13.     | Turkmenistan   | Template:Turkmenistan di pallacanestro ai giochi asiatici 2010 |

### Femminile
| Pos.    | Squadra       | Formazione |
| ------- | ------------- | --- |
| Oro     | Cina          | Cina4 Zhang H., 5 Bian, 6 Ding, 7 Zhang, 8 Miao, 9 Guan, 10 Zhang F., 11 Ma, 12 Chen X., 13 Gao, 14 Liu, 15 Chen N., All. -                                                                |
| Argento | Corea del Sud | Corea del Sud4 Kim B., 5 Kim J., 6 Jeong, 7 Lee M., 8 Lee G., 9 Kang, 10 Byeon, 11 Park, 12 Ha, 13 Kim D., 14 Kim G., 15 Sin, All. Im Dal-sik                                              |
| Bronzo  | Giappone      | Giappone4 Nagi, 5 Takada, 6 Mamiya, 7 Mitani, 8 Suzuki, 9 Suwa, 10 Fujiyoshi, 11 Sakurada, 12 Yoshida, 13 Ōga, 14 Takahashi, 15 Ishikawa, All. Fumikazu Nakagawa                           |
| 4.      | Taiwan        | Taiwan4 Wu, 5 Chang S., 6 Chiang, 7 Chang H., 8 Lin, 9 Hsu, 10 Tsai, 11 Ma, 12 Wen, 13 Liu Y., 14 Peng, 15 Liu C., All. -                                                                  |
| 5.      | Thailandia    | Thailandia4 Saechua, 5 Panurushthanon, 6 Doksaiyud, 7 Jantakan, 8 Suksomwong, 9 Kaichaiyapoom, 10 Mathuros, 11 Chirdpetcharat, 12 Eiamsum-ang, 13 Yothanan, 14 Sangkhum, 15 Banmoo, All. - |
| 6.      | Maldive       | Maldive4 Shiura, 5 Reema, 6 Mohamed, 7 Zahir, 8 Rizna, 9 Risma, 10 Ibrahim, 11 Shaina, 12 Ahmed, 13 Samha, 14 Ubaidulla, 15 Rishma, All. -                                                 |
| 7.      | India         | India4 A. Singh, 5 Netam, 6 Jose, 7 Pauldurai, 8 Prat. Singh, 9 Kaur, 10 Sidhu, 11 Rajguru, 12 Maddu, 13 Priyadharshini, 14 Pras. Singh, 15 Radhakrishnan, All. -                          |